# Тынисмяги (холм)
Ты́нисмяги (эст. Tõnismägi — Антонова гора) — холм в Таллине, сложенное песчаниками возвышение в центральной части Таллина. Абсолютная высота — 30,9 метра. 
Находится недалеко от Вышгорода, на участке между улицами Тоом-Кунинга и Ыллепруули, где земля возвышается от 17,5 до 27,5 метров над уровнем моря примерно в 100 метрах к северу от линии улицы Суур-Амеэрика. Далее земля поднимается к северо-востоку, и самая высокая точка холма (31—31,7 метра) находится во дворе посольства Латвийской Республики (Тынисмяги 10). 
В северной части холма Тынисмяги находится сквер Тынисмяэ.

## История

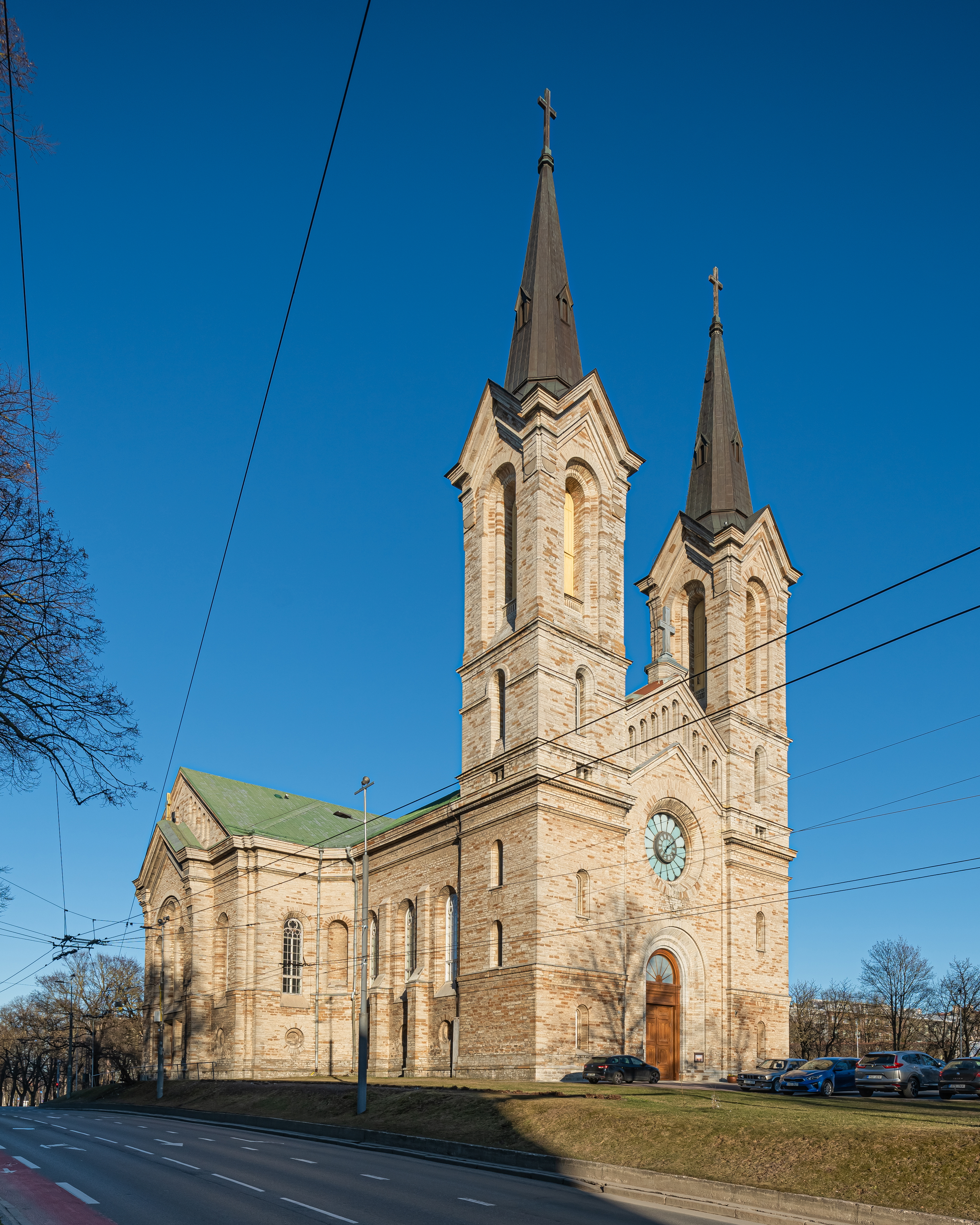
Церковь Каарли

Тынисмяги является одним из древнейших мест заселения Таллина. Параллельное бывшее название холма — Рижская гора, связано с Рижскими воротами на Тоомпеа. 
По данным археологических раскопок в первом тысячелетии на холме и его окрестностях рос дубовый лес. Холм был перекопан несколько раз в течение столетий, в результате чего там осталось меньше материала, который мог быть найден археологами, но некоторые исследователи считают, что эта область была заселена ещё с XII или XIII века. Первое упоминание о Тынисмяги в письменной форме встречается в 1348 году, когда городской совет Ревеля отдал этот район во владение ливонскому Ордену меченосцев.
История Тынисмяги всегда была связана с религией. Дубовый лес, вероятно, был священным местом для эстов, но только до 1348 года, когда на холме была построена часовня Св. Антония, а рядом разбито кладбище. Часовня и кладбище были уничтожены в ходе Ливонской войны. После Ливонской войны в этом районе было построено несколько улиц.
В средние века, будучи высокой точкой вблизи города, но вне городских стен, Тынисмяги считался «ахиллесовой пятой» в системе укреплений: с него осаждающим было удобно вести артиллерийский обстрел. Из-за этого вершину холма неоднократно срывали.
В 1670 году здесь была построена первая церковь Каарли, названная в честь шведского короля Карла XI. Деревянная церковь действовала для эстонцев и местных финнов. Эта церковь была сожжена во время Северной войны в августе 1710 года. Вскоре в XIX веке была построена вторая церковь, но была разрушена, после чего в 1870 году была сооружена третья церкви Каарли.
Для южной и юго-западной окраины холма Тынисмяэ ранее использовалось много названий: Вяйке-Тынисмяги (эст. Väike-Tõismägi), Кяомяги (эст. Kaomägi), Кукумяги (эст. Kukumägi).  
В XIX веке на Тынисмяги было построены две летних мызы: Кёнингшталь (эст. Köningsthal, ул. Тоом-Кунинга 20a, 20b) и Фридхейм (эст. Friedheim, ул. Туви 14b). От застройки первой мызы ничего не сохранилось, от второй мызы сохранилась копия её главного здания — особняк, построенный в 1920-х годах.

## Тынисмяги в советское время
В советское время на пересекающей холм Тынисмяги одноимённой улице располагались:
справа
- Эстонский НИИ научно-технической информации,
- Эстонский республиканский совет профсоюзов (здание конца XIX века, архитектор К. Вилькен),
- Таллинский техникум государственной и кооперативной торговли (здание 1935—1937 гг., архитектор Х. Йохансон),
- Институт истории партии при ЦК КП Эстонии,

слева
- Клиника технической остеологии (дом 5, здание 1909 года, памятник архитектуры[5]),
- Дом инженеров,
- НИИ педагогики ЭССР,
- Министерство просвещения ЭССР.

На Тынисмяги также располагались:
- Тынисмяэская больница (1938),
- Тынисмяэская поликлиника (1939),
- Дом спорта ДСО «Трудовые резервы»,
- Детская экскурсионно-туристская станция ЭССР.